# Брянское (Калининградская область)
Брянское — посёлок в Гусевском городском округе Калининградской области России. Входит в состав Гусевского городского поселения.

## Население
| 2002 | 2010 |
| ---- | ---- |
| 195  | ↘180 |

## История
Населённый пункт Пруссишкен впервые упоминается в 1539 году. В 1938 году Пруссишкен был переименован в Пруссендорф. В 1946 году Пруссендорф был переименован в Брянское. В 1947—2008 годах административно относился к Брянскому сельскому округу, позже упразднённому.
В поселке Брянское разбирают на кирпич бывшее имение Preußendorf.